# Nederlandse kampioenschappen schaatsen afstanden 2013 - 10.000 meter mannen
De 10.000 meter mannen op de Nederlandse kampioenschappen schaatsen afstanden 2013 werd gereden op zondag 11 november 2012 in ijsstadion Thialf te Heerenveen. Er namen elf mannen deel.
Titelverdediger was Bob de Jong die de titel pakte tijdens de NK afstanden 2012. Er waren vijf startplaatsen te verdienen voor de wereldbeker schaatsen 2012/2013 voor de eerste 10 kilometer in Astana. Jorrit Bergsma kon in de laatste rit op het schema van Bob de Jong rijden en hem de titel ontnemen.

## Statistieken

### Uitslag
| #      | Schaatser           | Ploeg                       | Tijd     |
| ------ | ------------------- | --------------------------- | -------- |
| Goud   | Jorrit Bergsma      | BAM                         | 12.57,42 |
| Zilver | Bob de Jong         | BAM                         | 12.59,07 |
| Brons  | Jan Blokhuijsen     | TVM                         | 13.06,99 |
| 4      | Ted-Jan Bloemen     | BAM                         | 13.15,23 |
| 5      | Rob Hadders         | Team Telstar Sport/Primagaz | 13.17,96 |
| 6      | Arjen van der Kieft | individueel rijder          | 13.18,68 |
| 7      | Frank Vreugdenhil   | Team Telstar Sport/Primagaz | 13.22,02 |
| 8      | Douwe de Vries      | TVM                         | 13.26,67 |
| 9      | Bob de Vries        | BAM                         | 13.30,43 |
| 10     | Robert Bovenhuis    | BAM                         | 13.31,11 |
| 11     | Mark Ooijevaar      | Gewest Friesland            | 13.36,55 |

### Loting
| Rit | Binnenbaan        | Buitenbaan          |
| --- | ----------------- | ------------------- |
| 1   | Frank Vreugdenhil |                     |
| 2   | Mark Ooijevaar    | Robert Bovenhuis    |
| 3   | Rob Hadders       | Arjen van der Kieft |
| 4   | Jan Blokhuijsen   | Ted-Jan Bloemen     |
| 5   | Douwe de Vries    | Bob de Jong         |
| 6   | Bob de Vries      | Jorrit Bergsma      |

1987 · 
1988 · 
1989 · 
1990 · 
1991 · 
1992 · 
1993 · 
1994 · 
1995 · 
1996 · 
1997 · 
1998 · 
1999 · 
2000 · 
2001 · 
2002 · 
2003 · 
2004 · 
2005 · 
2006 · 
2007 · 
2008 · 
2009 · 
2010 · 
2011 · 
2012 · 
2013 · 
2014 · 
2015 · 
2016 · 
2017 · 
2018 · 
2019 · 
2020 · 
2021 · 
2022 · 
2023 · 
2024 · 
2025